# Gelastocera kotschubeji
Gelastocera kotschubeji är en fjärilsart som beskrevs av Obraztsov 1943. Gelastocera kotschubeji ingår i släktet Gelastocera och familjen trågspinnare. Inga underarter finns listade i Catalogue of Life.